# Теорема Гюйгенса — Штейнера

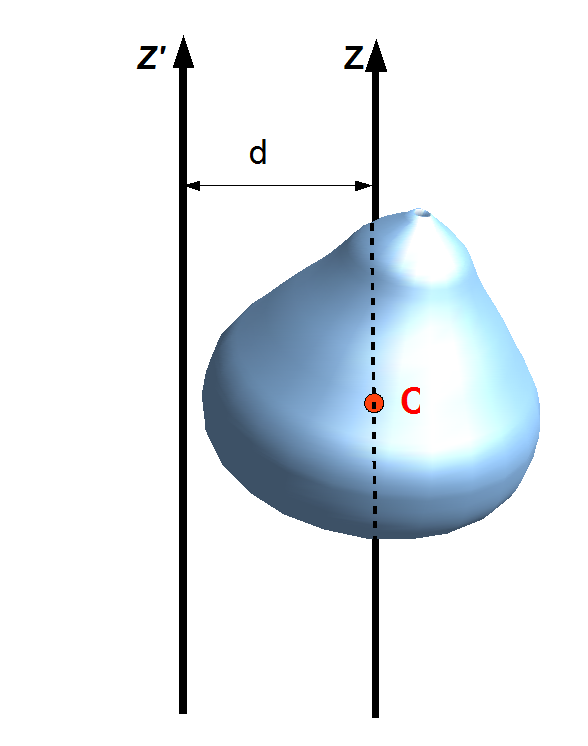
Ілюстрація до теореми Гюйгенса-Штейнера.

Теоре́ма Гю́йгенса — Штейнера, або теорема Штейнера (названа іменами швейцарського математика Якова Штейнера і нідерландського математика, фізика і астронома Хрістіана Гюйгенса): момент інерції тіла {\displaystyle I_{z}} відносно довільної осі дорівнює сумі моменту інерції цього тіла {\displaystyle I_{cm}} відносно осі, що проходить через центр маси тіла паралельно до осі, що розглядається і добутку маси тіла {\displaystyle m} на квадрат відстані {\displaystyle d} між осями:
{\displaystyle I_{z}=I_{cm}+md^{2}\ }.
Момент інерції досягає свого мінімального значення, коли вісь проходить через центр мас.
Наприклад, момент інерції стрижня відносно осі, що проходить через його кінець, становить:
{\displaystyle ~J=J_{0}+md^{2}={\frac {1}{12}}ml^{2}+m\left({\frac {l}{2}}\right)^{2}={\frac {1}{3}}ml^{2}}

## Перерахунок тензора моменту інерції
Теорема Гюйгенса — Штейнера допускає узагальнення на тензор моменту інерції, що дозволяє отримати тензор {\displaystyle J_{ij}} відносно довільної точки з тензора {\displaystyle I_{ij}} відносно центру мас. Нехай d — зміщення від центру мас, тоді
{\displaystyle ~J_{ij}=I=I_{ij}+m{\begin{pmatrix}d_{2}^{2}+d_{3}^{2}&-d_{1}d_{2}&-d_{1}d_{3}\\-d_{1}d_{2}&d_{1}^{2}+d_{3}^{2}&-d_{2}d_{3}\\-d_{1}d_{3}&-d_{2}d_{3}&d_{1}^{2}+d_{2}^{2}\end{pmatrix}}=I_{ij}+M({\boldsymbol {d}}^{2}\delta _{ij}-d_{i}d_{j})}
де
{\displaystyle {\boldsymbol {d}}=d_{1}{\boldsymbol {\hat {x}}}+d_{2}{\boldsymbol {\hat {y}}}+d_{3}{\boldsymbol {\hat {z}}}} — вектор зміщення від центру мас,
{\displaystyle \delta _{ij}} — символ Кронекера.
Як видно, для діагональних елементів тензора (при i = j) формула набуде вигляду теореми Гюйгенса-Штейнера для перерахунку моменту інерції відносно паралельної осі.

## Доведення
Будемо розглядати абсолютно тверде тіло, утворене сукупністю матеріальних точок.
Згідно визначення моменту інерції для {\displaystyle J_{c}} та {\displaystyle J} можна записати :
{\displaystyle Jc=\sum _{i=1}^{n}m_{i}(r_{i})^{2}},
{\displaystyle J=\sum _{i=1}^{n}m_{i}(r_{i}^{'})^{2}},
де {\displaystyle r} — радіус-вектор точки тіла в системі координат з початком, який знаходиться в центрі мас, а {\displaystyle r'} — радіус-вектор точки нової системи координат, через початок якої проходить нова вісь.
Радіус-вектор  можна розписати як суму двох векторів : 
{\displaystyle r'_{i}=r_{i}+d} ,
де {\displaystyle d} — радіус-вектор відстаней між старою (яка проходить через центр масс) і новою віссю обертання. Тоді вираз для момента інерції набуде вигляду :
{\displaystyle J=\sum _{i=1}^{n}m_{i}(r_{i})^{2}+2\sum _{i=1}^{n}m_{i}r_{i}d+\sum _{i=1}^{n}m_{i}(d)^{2}}.
Винісши d за суму, отримаємо : 
{\displaystyle J=\sum _{i=1}^{n}m_{i}(r_{i})^{2}+2d\sum _{i=1}^{n}m_{i}r_{i}+d^{2}\sum _{i=1}^{n}m_{i}} .
Згідно визначення центру мас, для його радіус-вектора виконується
{\displaystyle r_{c}={\sum _{i}m_{i}r_{i} \over \sum _{i}m_{i}}} ,
Оскільки в системі координат з початком, який знаходиться в центрі масс, радіус-вектор дорівнює нулю, то буде виконуватися наступна рівність : 
{\displaystyle \sum _{i=1}^{n}m_{i}r_{i}=0} ,
Тоді : 
{\displaystyle J=\sum _{i=1}^{n}m_{i}(r_{i})^{2}+d^{2}\sum _{i=1}^{k}m_{i}} , 
звідки і слідує шукана формула : 
{\displaystyle J=J_{c}+md^{2}} ,
де {\displaystyle J_{c}}  — відомий момент інерції відносно осі, яка проходить через центр мас тіла.
Якщо тіло складається не із матеріальних точок, а утворено неперервно розподіленою масою, то в усіх вище наведених формулах сумування змінюється на інтегрування. Доведення при цьому є ідентичним, лише за винятком того, що буде інтеграл, а не сума.
Наслідок: з отриманої формули очевидно, що {\displaystyle J>J_{c}}. Тому можна стверджувати, що момент інерції тіла відносно осі, який проходить через центр мас тіла, є найменшим серед всіх моментів інерцій тіла відносно осей, які мають аналогічний напрям. 